# Голубовка (Дальнереченский район)
Голубовка — село в Дальнереченском районе Приморского края, входит в состав Рождественского сельского поселения.

## География
Село Голубовка находится к юго-востоку от Дальнереченска. К селу идёт дорога с трассы Дальнереченск — Ракитное, расстояние до райцентра около 14 км.
Выезд на трассу «Уссури» через Рождественку, расстояние до автотрассы около 13 км.

## Население
| 2002 | 2010 |
| ---- | ---- |
| 109  | ↘78  |

## Улицы
| - ул. Восточная, - пер. Восточный, - ул. Стрельникова, | - ул. Центральная, - ул. Школьная, - ул. Юбилейная. |

## Экономика
Жители занимаются сельским хозяйством.